# Epicauta mixta
Epicauta mixta är en skalbaggsart som beskrevs av Dugès 1889. Epicauta mixta ingår i släktet Epicauta och familjen oljebaggar. Inga underarter finns listade i Catalogue of Life.